# 1129 w polityce

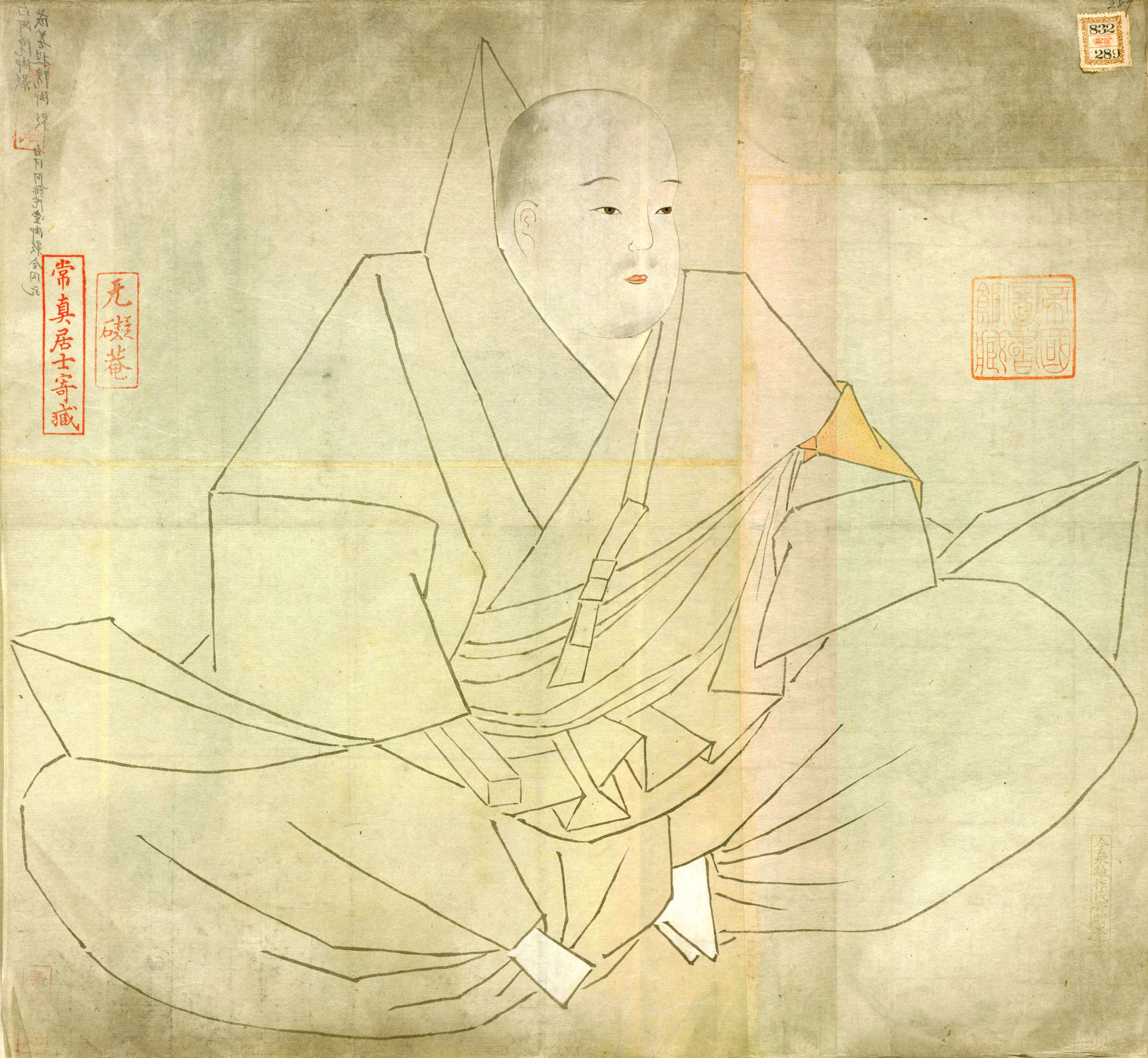
Shirakawa

Wydarzenia polityczne w 1129 roku.

## Wydarzenia
- Bolesław III Krzywousty zawarł sojusz z Danią wymierzony w Lotara III i Warcisława[1][2].

## Zmarli
- 24 lipca Shirakawa, cesarz Japonii[3].